# Villa de Pocho
Villa de Pocho é uma comuna da província de Córdoba, na Argentina.